# Cyclon
Cyclon ist die Bezeichnung eines Stahlachterbahnmodells des Herstellers Interpark, welches erstmals 1986 ausgeliefert wurde. Mit laut Hersteller über 120 verkauften Auslieferungen zählt es zu den am meisten verkauften Achterbahnmodellen.
Das Layout der Bahn orientiert sich am Layout der bekannten Z40 der Zyklon-Reihe des Herstellers Pinfari. Die 335 m lange Strecke erstreckt sich über eine Grundfläche von 40 m × 17 m und erreicht eine Höhe von 10 m. Die Wagen, in denen jeweils vier Personen Platz nehmen können, werden durch einen Kettenlifthill in die Höhe transportiert. Maximal 800 Personen pro Stunde können somit mit Cyclon fahren. Die gesamte Anlage hat ein Gewicht von rund 45 t und hat einen Anschlusswert von 25 kW.

## Standorte
| Achterbahn                             | Betreiber                                            | Land                             | Eröffnung                                 | Schließung                          |
| -------------------------------------- | ---------------------------------------------------- | -------------------------------- | ----------------------------------------- | ----------------------------------- |
| Ameerika Mäed                          | Rocca al Mare Tivoli                                 | Estland                          | 1997                                      | 2006 oder früher                    |
| Cyclon Roller Coaster                  | Nokkakivi Park Wasalandia Freizeitpark Familienland  | Finnland Österreich              | 11. Juni 2016 8. Juni 2013 2000           | 2015 2012                           |
| Cyclone                                | Family Park                                          | Kasachstan                       | 2007 oder früher                          |                                     |
| Cyclone                                | Jabees Funland                                       | Pakistan                         | 2007 1999                                 | 2005                                |
| Grand 8                                | Happyland New                                        | Schweiz                          | 1999                                      | 2005                                |
| Kæmperutschebanen                      | Sommerland Syd                                       | Dänemark                         | 1992                                      | 2009                                |
| Montagne Russe                         | Crazy Park                                           | Marokko                          | 2014                                      | 2017                                |
| Montaña Rusa                           | Todo en Uno                                          | Kuba                             | 2002                                      |                                     |
| Rocket Rollercoaster Airbender Cyclone | Lightwater Valley Camel Creek Adventure Park SkyPark | Vereinigtes Königreich Bulgarien | 2024 2. August 2019 2013                  | 2022 2018                           |
| Roller Coaster                         | Gioylandia Fantasiland                               | Italien                          | 2017 oder 2018 1. Januar 2006 oder früher | 2022 30. September 2017 oder früher |
| Roller Coaster                         | Riviera Park                                         | Russland                         | 2002 oder früher                          |                                     |
| Roller Coaster                         | VGP Universal Kingdom                                | Indien                           | 2002 oder früher                          |                                     |
| Roller Coaster                         | Zhiliber Park                                        | Belarus                          | 1. Juli 2017                              |                                     |
| Stellas Revenge Viper                  | Clacton Pier Barry Island Pleasure Park              | Vereinigtes Königreich           | 2011 1994                                 | 2009                                |
| Tornado                                | Orășelul Copiilorm                                   | Rumänien                         | 2017                                      |                                     |
| Typhoon                                | Borjomi Central Park                                 | Georgien                         | 2006 oder früher                          |                                     |
| Wild Mouse                             | Funland at the Tropicana                             | Vereinigtes Königreich           | 2018                                      |                                     |
| unbekannter Name                       | Parque de Ferias San Jacinto                         | Venezuela                        | 2007 oder früher                          | 2012                                |

## Super Cyclon
Mit Super Cyclon existiert eine leicht angepasste Variante des Cyclone, welche erstmals 2016 ausgeliefert wurde. Im Gegensatz zum Ursprungsmodell wird Super Cyclone nicht mit einzelnen Wagen, sondern mit ganzen Zügen bestehend aus jeweils zwei Wagen betrieben.
| Achterbahn                              | Betreiber                                                     | Land               | Eröffnung                                   | Schließung              |
| --------------------------------------- | ------------------------------------------------------------- | ------------------ | ------------------------------------------- | ----------------------- |
| Aftershock Groovy Train Cyclone Coaster | Alaska State Fair America’s Fun Park Lake City Amusement Park | Vereinigte Staaten | 20. August 2021 8. Juni 2018 23. April 2016 | Juli 2018 26. Juni 2016 |
| Huracán                                 | Ventura Park                                                  | Mexiko             | 1. März 2016                                |                         |
| Super Cyclone                           | Santa’s Village AZoosment Park                                | Vereinigte Staaten | 13. Mai 2017                                |                         |